# ماريا أرشيدوقة النمسا (مواليد 1967)
ماريا أرشيدوقة النمسا (بالإسبانية: María Paloma de Borbón-Dos Sicilias y Orleans)‏ (5 أبريل 1967 ) هي أميرة أميرة بوربون والصقليتين وتعتبر زوجة شمعون أرشيدوق النمسا.

## العائلة
ماريا هي الابنة الثانية والكبرى  إنفانتي كارلوس، دوق كالابريا وزوجته الأميرة آن، دوقة كالابريا.

## الزواج والنسل
ماريا تزوجت شمعون أرشيدوق النمسا، والذي يعتبر الابن الأكبر لرودولف أرشيدوق النمسا وزوجته الأولى الكونتيسة زينيا وكان الزواج في 13 يوليو 1996 في اسبانيا. أنجب الزوجان خمسة أطفال هم:
- الأرشيدوق يوهانس (مواليد 29 أكتوبر 1997).
- الأرشيدوق لودفيغ (مواليد 16 نوفمبر 1998).[5]
- الأرشيدوقة إيزابيل (مواليد 14 سبتمبر 2000).
- الأرشيدوقة كارلوتا (مواليد 16 يناير 2003).
- الأرشيدوق فيليب (مواليد 15 يناير 2007).